# Furcifer
Furcifer – rodzaj jaszczurek z rodziny kameleonowatych (Chamaeleonidae).

## Zasięg występowania
Rodzaj obejmuje gatunki występujące endemicznie na Madagaskarze, Komorach i Majotcie.

## Systematyka

### Etymologia
- Diceros: gr. δι- di- „podwójny”, od δις dis „dwukrotny”, od δυο duo „dwa”[8]; κερας keras, κερατος keratos „róg”[9]. Gatunek typowy: Diceros bifurcatus Swainson, 1839 (= Chamaeleo bifidus Brongniart, 1800).
- Furcifer: łac. furcifer „noszący jarzmo, nosiciel wideł”, od furca „obustronne widły; -fera „dźwigający”, od ferre „nosić”[10].
- Apola: gr. przyrostek negatywny α- a „bez”[11]; φολις pholis, φολιδος pholidos „rogowa łuska”[12]. Gatunek typowy: Chamaeleo lateralis Gray, 1831.
- Sauroceras: gr. σαυρος sauros „jaszczurka”[13]; κερας keras, κερατος keratos „róg”[9]. Gatunek typowy: Chamaeleon rhinoceratus Gray, 1845.
- Dicranosaura: gr. δικρανον dikranon „widły”[8]; σαυρος sauros „jaszczurka”[13]. Gatunek typowy: Chamaeleo bifurcus Gray, 1845 (= Chamaeleo bifidus Brongniart, 1800).
- Cyneosaura: κυων kuōn, κυνος kunos „pies”[14]; σαυρος sauros „jaszczurka”[13]

### Podział systematyczny
Do rodzaju należą następujące gatunki:

- Furcifer angeli (Brygoo & Domergue, 1968)
- Furcifer antimena (Grandidier, 1872)
- Furcifer balteatus (Duméril & Bibron, 1851)
- Furcifer belalandaensis (Brygoo & Domergue, 1970)
- Furcifer bifidus (Brongniart, 1800)
- Furcifer campani (Grandidier, 1872)
- Furcifer cephalolepis (Günther, 1880)
- Furcifer labordi (Grandidier, 1872)
- Furcifer lateralis (Gray, 1831) – kameleon wzorzysty[15]
- Furcifer major (Brygoo, 1971)
- Furcifer minor (Günther, 1879) – kameleon mały[15]
- Furcifer monoceras (Boettger, 1913)
- Furcifer nicosiai Jesu, Mattioli & Schimmenti, 1999
- Furcifer oustaleti (Mocquard, 1894) – kameleon olbrzymi[15]
- Furcifer pardalis (Cuvier, 1829) – kameleon lamparci
- Furcifer petteri (Brygoo & Domergue, 1966)
- Furcifer polleni (Peters, 1874)
- Furcifer rhinoceratus (Gray, 1845)
- Furcifer timoni Glaw, Köhler & Vences, 2009
- Furcifer tuzetae (Brygoo, Bourgat & Domergue, 1972)
- Furcifer verrucosus (Cuvier, 1829)
- Furcifer viridis Florio, Ingram, Rakotondravony, Louis Jr & Raxworthy, 2012
- Furcifer voeltzkowi (Boettger, 1893)
- Furcifer willsii (Günther, 1890)

## Ochrona
Wszystkie gatunki z tego rodzaju zostały objęte konwencją waszyngtońską  CITES (załącznik II).